# 1992 în literatură
- 1991 în literatură — 1992 în literatură — 1993 în literatură

Anul 1992 în literatură a implicat o serie de evenimente și cărți noi semnificative.

## Cărți noi
- Ben Aaronovitch - Transit
- Julia Álvarez - How the García Girls Lost Their Accents
- Paul Auster - Leviathan
- Iain Banks - The Crow Road
- Clive Barker - The Thief of Always
- Greg Bear - Anvil of Stars
- Thomas Berger - Meeting Evil
- Louis de Bernières - The Troublesome Offspring of Cardinal Guzman
- James P. Blaylock - Lord Kelvin's Machine
- A. S. Byatt - Morpho Eugenia
- Roger Caron - Dreamcaper
- Andrew Cartmel - Cat's Cradle: Warhead
- Paulo Coelho - The Valkyries
- Hugh Cook - The Witchlord and the Weaponmaster & The Worshippers and the Way
- Paul Cornell - Love and War
- Bernard Cornwell - Sharpe's Devil & Scoundrel
- Douglas Coupland - Shampoo Planet
- Robert Crais - Lullaby Town
- L. Sprague de Camp & Christopher Stasheff - The Enchanter Reborn
- Roddy Doyle - Paddy Clarke Ha Ha Ha
- Leon Forrest - Divine Days
- John Gardner - Death is Forever
- Mark Gatiss - Nightshade
- Ann Granger - Cold in the Earth
- Alasdair Gray - Poor Things
- John Grisham - The Pelican Brief
- Andrew Hunt - Cat's Cradle: Witchmark
- P. D. James - The Children of Men
- John Kessel - Meeting in Infinity
- Stephen King - Dolores Claiborne & Gerald's Game
- Val McDermid - Dead Beat
- Terry McMillan - Waiting to Exhale
- Rohinton Mistry - Tales from Firozsha Baag
- Toni Morrison - Jazz
- Danielle Steel - Jewels & Mixed Blessings
- Michael Ondaatje - The English Patient
- Marc Platt - Cat's Cradle: Time's Crucible
- Terry Pratchett - Lords and Ladies și Small Gods
- Anne Rice - The Tale of the Body Thief
- Mordecai Richler - Oh Canada! Oh Quebec!
- Gail Sheehy - Silent Passage
- Sidney Sheldon - The Stars Shine Down
- Michael Slade - Cutthroat
- Neal Stephenson - Snow Crash
- Adam Thorpe - Ulverton
- Sue Townsend - The Queen and I
- Barry Unsworth - Sacred Hunger
- Gore Vidal - Live From Golgotha
- Vernor Vinge - A Fire Upon the Deep
- Robert James Waller - The Bridges of Madison County
- Connie Willis - Doomsday Book
- Timothy Zahn - Dark Force Rising
- Michael Connelly - The Black Echo
- Roger Zelazny și Thomas Thurston Thomas - Flare

## Premii
- Premiul Nobel pentru Literatură: Derek Walcott